# Бобинська сільська рада
Бо́бинська сільська́ ра́да — колишній орган місцевого самоврядування в Путивльському районі Сумської області. Адміністративний центр — село Бобине.

## Загальні відомості
- Населення ради: 519 осіб (станом на 2001 рік)

## Населені пункти
Сільській раді були підпорядковані населені пункти:
- с. Бобине
- с. Пищикове
- с. Плахівка
- с. Товченикове

### Колишні населені пункти
- с. Аляб'єве, нежиле з 1988 року

## Склад ради
Рада складалася з 12 депутатів та голови.
- Голова ради: Сліпухін Олег Володимирович
- Секретар ради: Бокатова Світлана Анатоліївна

### Керівний склад попередніх скликань
| Прізвище, ім'я, по батькові | Основні відомості                                                                                  | Дата обрання | Дата звільнення |
| --------------------------- | -------------------------------------------------------------------------------------------------- | ------------ | --------------- |
| Ковальчук Раїса Миколаївна  | Сільський голова, 1953 року народження, Всеукраїнське об'єднання «Батьківщина»                     | 26.03.2006   | 27.08.2008      |
| Сліпухін Олег Володимирович | Сільський голова, 1970 року народження, освіта вища, член Всеукраїнського об'єднання «Батьківщина» | 15.03.2009   | 31.10.2010      |
| Сліпухін Олег Володимирович | Сільський голова, 1970 року народження, освіта вища, безпартійний                                  | 31.10.2010   |                 |

Примітка: таблиця складена за даними сайту Верховної Ради України